# Túnel dels Belitres
El túnel dels Belitres és un túnel ferroviari, d'una longitud de 1.064 metres, que travessa els Pirineus entre els municipis de Cervera de la Marenda i Portbou.

## Història
Aquest túnel es va construir el 1876, durant la construcció del darrer tram de la línia de Narbona a Portbou, entre Portvendres i Portbou, com a resultat de l'acord signat el 1864 entre l'estat francès i l'Espanyol.
Del 28 de gener al 9 de febrer de 1939, durant la retirada, 35.000 refugiats republicans espanyols el van creuar a peu per fugir de les tropes nacionalistes de Franco. L'1 de febrer de 1939, una refugiada espanyola va parir una filla en aquest túnel mentre esperava el seu pas a França. La filla va sobreviure i fou declarada a l'oficina de registre de l'ajuntament de Cervera de la Marenda, mentre que la seva mare va morir tot seguit després del part, a causa de no tenir més forces.

## Descripció
Dues vies passen pel túnel: una d'ample estàndard, per a trens francesos, i una altra d'ample ibèric, per a trens espanyols. La velocitat dels trens des de França està limitada a 40 km/h, mentre que a Espanya aquesta xifra augmenta fins als 90 km/h.
El túnel està situat entre les estacions de Cervera de la Marenda i de Portbou, sota el Coll dels Belitres.
Disposa de 6 forns miners (3 forns a prop del punt de frontera i 3 forns al nivell de l'entrada de Cervera de la Marenda).

## Trànsit
Des de França, els trens que travessen la frontera són els TER d'Occitània, procedents d'Avinyó i de Perpinyà amb destinació a Portbou, a més d'altres TER procedents de Portbou amb destinació a Avinyó, Tolosa i Nimes; també s'adjunten els trens Intercités de nuit, els caps de setmana, procedents de París. Des d'Espanya, el túnel travessen els trens de les Rodalies de Catalunya (Línia R11), procedents de Barcelona amb destinació a Portbou o Cervera de la Marenda.